# Pengmarengo
Genre
Pengmarengo est un genre d'araignées aranéomorphes de la famille des Salticidae.

## Distribution
Les espèces de ce genre se rencontrent en Chine, à Taïwan et en Indonésie.

## Liste des espèces
Selon World Spider Catalog (version 23.5, 12/09/2022) :
- Pengmarengo chelifer (Simon, 1900)
- Pengmarengo elongata (Peng & Li, 2002)
- Pengmarengo wengnan (Wang & Li, 2022)
- Pengmarengo yangi Wang & Li, 2022
- Pengmarengo yui (Wang & Li, 2020)

## Systématique et taxinomie
Ce genre a été décrit par Wang et Li en 2022 dans les Salticidae.

## Étymologie
Ce genre est nommé en l'honneur de Xian-jin Peng.

## Publication originale
- Wang & Li, 2022 : « A new genus and nine species of jumping spiders from Hainan Island, China (Araneae, Salticidae). » ZooKeys, no 1118, p. 38-72 (texte intégral).